# Hugh Skinner
Hugh Skinner (ur. 6 stycznia 1985 w Londynie) – brytyjski aktor filmowy.

## Życiorys
Urodził się w Londynie. Dorastał w Londynie, Tunbridge Wells i Eastbourne. Miał 4 lata, gdy przez rok mieszkał w Perth w Australii. W latach 1998–2003 uczęszczał do Eastbourne College. W 2006 ukończył London Academy of Music and Dramatic Art (LAMDA).
W 2007 rozpoczął karierę aktorską w teatrze w sztuce Terence’a Rattigana French Without Tears jako Kit i przedstawieniu Bertolta Brechta Karabiny pani Carrar jako Jose. Debiutował na szklanym ekranie jako Felix Clare, brat Angela (w tej roli Eddie Redmayne) w telewizyjnej adaptacji powieści Thomasa Hardy Tessa d’Urberville (Tess of the d’Urbervilles, 2008) z Gemmą Arterton. Potem wystąpił w miniserialu Any Human Heart (2010) wg powieści Williama Boyda z Hayley Atwell, Matthew Macfadyenem i Samem Claflinem. Stał się rozpoznawalny jako nieudolny stażysta Will Humphries w serialu komediowym BBC Two W1A (2014-2017). W komedii muzycznej Mamma Mia: Here We Go Again! (2018) wystąpił w roli Harry’ego, młodszej wersji postaci granej przez Colina Firtha.

## Filmografia

### Filmy fabularne
- 2012: Les Misérables. Nędznicy jako Joly
- 2017: Zawsze jest czas na miłość jako Erik
- 2017: Gwiezdne wojny: Ostatni Jedi jako pierwszy oficer Holdo
- 2018: Mamma Mia: Here We Go Again! jako młody Harry Bright

### Seriale TV
- 2016: Poldark – Wichry losu jako Unwin Trevaunance
- 2016–obecnie: The Windsors jako książę Wills
- 2016–2019: Współczesna dziewczyna jako Harry
- 2017: Rozpustnice jako sir George Howard